# Drabescus stramineus
Drabescus stramineus är en insektsart som beskrevs av William Lucas Distant 1908. Drabescus stramineus ingår i släktet Drabescus och familjen dvärgstritar. Inga underarter finns listade i Catalogue of Life.